# Учебник
Учебникът е книга, предназначена за образователни цели, в която систематично е изложен материал, който трябва да бъде усвоен от ученици, школници или студенти.

## История на учебника
Учебните пособия съществуват от незапомнени времена. Още по време на древната шумерска цивилизация са използвани глинени плочки като учебни пособия.
В античния свят е създаден голям брой учебници, а традицията в написването им е съхранена до средните векове в Европа. Примери са Commentarium grammaticorum libri XVII на Присциан (5 век), използван до 12-13 век и учебникът по граматика на Донат (6 век), изучаван във Франция и Германия в продължение на десет века.
В средните векове зачестява използването на Светото писание, Псалтира и Часослова като учебници.
Един от първите съвременни учебници е „Светът в картинки“ на чешкият мислител и родоначалник на съвременната педагогика Ян Амос Коменски, издаден през 1658 г. Ян Коменски в своите изследвания разглежда учебника като инструмент на масовото обраование.

## Общи изисквания към съвременния учебник
Написването и издаването на съвременните учебници се съобразява с няколко общи условия:
- образователно ниво на обучаемите – начален курс, гимназиален курс, висше образование, специализиран курс и пр.;[2][3]
- възрастта на обучаемите – на практика обучение се осъществява от пет годишна до неопределена възраст;
- интелектуалните способности на обучаемите – за деца в ранна училищна възраст с минимални знания за предмета на обучението или за възрастни обучаеми, които надграждат образованието си; за нормално развити или за обучаеми със специални нужди и пр.;
- срокът на обучение – срок, учебна година, семестър, академична година, ускорен курс и пр.;
- наличие на общодържавни изисквания – до завършване на средно образование МОН приема задължителни програми по отделните дисциплини, докато във висшето образование програмата на дисциплината се предлага от водещия предподавател и се приема от факултетен съвет;
- начинът на обучение – в група (клас) или индивидуално;
- видът на учебника – учебна литература са и ръководствата за провеждане на практически занятия, ръководствата за преподаватели и др. помагала, включително и електронни.

## Общи функции на учебника
Съвременните учебници са в голямата си част профилирани по конкретни дисциплини, поради което основно изискване за създаването на учебник е авторите да са специалисти в областта на учебния материал.
При учебниците, преназначени за масовото училище, авторските колективи са създадени от специалисти от ВУЗ и научни институции и от преподаватели в съотвения курс. Участието на автори от областта на научните изследвания гарантира, че учебникът предлага актуалното ниво на човешкото познание. Участието на преподаватели от началните и средните училища гарантира, че учебникът е достъпен за възрастовото и образователното ниво на обучаемите и е пригоден за целите на обучението.

## Основни функции на учебника
- Информационна (познавателна) – да даде информация за темата на обучението;
- Изследователска – да помогне на обучаемите да извършат самостоятелен анализ на поставените проблеми;
- Приложна – да покаже на обучаемите пътя за прилагане на теоретичните познания на практика;
- Мотивационна – да поощри обучаемите към получаването на повече знания.

Тези функции са заложени като изискване, но тяхното осъществяване на практика зависи от:
- езика (достъпността и привлекателността на изложението) и структурата на учебното пособие;
- способностите на учителя да бъде посредник в процеса на обучението и възприемането на учебния материал;
- възможностите, мотивацията, интересите и желанието от страна на обучаемия.

Функционирането на учебника става пълноценно, когато ползващият го обучаем разбере напълно предложения за усвояване материал. Наизустяването на отделни части, частично полученото познание или неразбраният текст обезсмислят функциите на учебното помагало и го правят негодно.

## Първите български учебници
Първите български печатни учебници са за ограмотяване и са написани през периода на Българското възраждане през 19 век.
- „Рибен буквар“ на Петър Берон
- "Български буквар" на Георги Бусилин